# Halden tingrett
Halden tingrett is een tingrett (kantongerecht) in de Noorse fylke Østfold. Het gerecht is gevestigd in Halden.  
Het gerechtsgebied omvat de gemeenten Halden en Aremark. Halden maakt deel uit van het ressort van Borgarting lagmannsrett. In zaken waarbij beroep is ingesteld tegen een uitspraak van Halden zal de zitting van het lagmannsrett meestal worden gehouden in Sarpsborg.